# Lowestoffe-Klasse
Die Lowestoffe-Klasse war eine Klasse von zwei 28-Kanonen-Fregatten 6. Ranges der britischen Marine, die von 1756 bis 1797 in Dienst stand.

## Geschichte
Mit den beiden 1749 in Dienst gestellten Einheiten der Lyme-Klasse wurden in der Royal Navy erstmals Schiffe verwendet, welche aus heutiger Sicht als klassische Segelfregatte bzw. „richtige“ Fregatten angesehen werden.
Basierend auf der Lyme wurde durch den Schiffbaumeister Thomas Slade der Entwurf der Lowestoffe-Klasse erstellt und Aufträge an zwei private Werften für je eine Einheit vergeben. Diese Werften führten diese Aufträge zwischen Juni 1755 und Mai 1756 bis zum Stapellauf aus. Anschließend wurden beide Schiffe für die Endausrüstung und Indienststellung zur Marinewerft in Deptford überführt.
Obwohl beide Schiffe bereits im Entwurf über eine Bestückung mit 28 Kanonen verfügten, wurden sie bis 1756 nur als 24-Kanonen-Schiffe klassifiziert (Post ship), da die vier Geschütze auf dem Achterdeck nicht mitgezählt wurden.

## Einheiten
| Name       | Bauwerft                                     | Kiellegung   | Stapellauf    | Indienststellung | Verbleib                                                                                            |
| ---------- | -------------------------------------------- | ------------ | ------------- | ---------------- | --------------------------------------------------------------------------------------------------- |
| Lowestoffe | Werft von John Greaves, Limehouse (London)   | Juni 1755    | 17. Mai 1756  | 8. Juni 1756     | Am 19. Mai 1760 beim Pointe-aux-Trembles (Île de Montréal) auf Grund gelaufen und verloren gegangen |
| Tartar     | Werft von John Randall, Rotherhithe (London) | 4. Juli 1755 | 3. April 1756 | 2. Mai 1756      | Am 1. April 1797 bei Puerto Plata verloren gegangen                                                 |

## Technische Beschreibung
Die Klasse war als Batterieschiff mit einem durchgehenden Geschützdeck konzipiert und hatte eine Länge von 35,9 Metern (Geschützdeck) bzw. 29,5 Metern (Kiel), eine Breite von 10,3 Metern und einen Tiefgang von 3,1 Metern, bei einer Vermessung von 583 13⁄94 tons (bm). Die Schiffe waren Rahsegler mit drei Masten (Fockmast, Großmast und Kreuzmast). Der Rumpf schloss im Heckbereich mit einem Heckspiegel. Die Beplankung des Schiffes war kraweel ausgeführt, das heißt, die Enden der Planken stießen stumpf aufeinander, sodass eine glatte Außenfläche entstand.
Die Bewaffnung bestand bei Indienststellung aus 28 Kanonen und zusätzlich zwölf ½-Pfünder-Drehbassen, diese wurden aber nicht bei der Geschützzählung miteinbezogen.
|        | Batteriedeck           | Backdeck                  | Achterdeck                                       | Kanonen (Geschossgewicht) |
| ------ | ---------------------- | ------------------------- | ------------------------------------------------ | ------------------------- |
| Design | 24 × 9-Pfünder         | –                         | 4 × 3-Pfünder                                    | 28 Kanonen (51,699 kg)    |
| 1780   | 24 × 9-Pfünder-Kanonen | 2 × 18-Pfünder-Karronaden | 4 × 6-Pfünder-Kanonen 4 × 18-Pfünder-Karronanden | 34 Geschütze              |

## Besatzung
Die Besatzung hatte bei Indienststellung eine Stärke von 180 Mann (Offiziere und Unteroffiziere bzw. Mannschaften).